# Ukrzyżowanie z kartuzji Scheut
Ukrzyżowanie z kartuzji Scheut (niderl. Calvarie van Scheut) – największy istniejący pojedynczy obraz Rogiera van der Weydena, przykład niderlandzkiego malarstwa tablicowego. 

## Historia
Obraz powstał z inicjatywy Rogiera van der Weydena, który pod koniec swojego życia, około roku 1450, podarował go kartuzji Scheut w Brukseli. Artysta związany był z zakonem kartuzów poprzez najstarszego syna, który studiował na Uniwersytecie Lowańskim i wstąpił do klasztoru kartuzów w Hérinnes w latach 1448/49. Prócz kilku obrazów Weyden podarował klasztorowi pewne sumy pieniężne. W zamian mnisi odprawiali mszę w każdą rocznice jego śmierci. 
W 1555 roku obraz został sprzedany Filipowi II, który umieścił go w kaplicy w Segowii, a następnie w 1574 roku przeniósł do Ecorialu. Obraz znajduje się w złym stanie technicznym. W 1671 roku uległ uszkodzeniu w wyniku pożaru, jaki wybuchł w pałacu. Dodatkowym powodem niszczenia warstwy malarskiej obrazu jest wadliwe wykonanie podobrazia. Panel, złożony z trzynastu źle sklejonych desek, pęka, natomiast na stykach desek, w liniach poziomych, złuszcza się farba, co najlepiej widoczne jest na wysokości kolan Chrystusa. Dużych zniszczeń dopełniła źle wykonana renowacja, wykonana około roku 1700 oraz liczne przemalowania. W latach 1946–1948 dokonano kolejnej częściowej renowacji, podczas której usunięto niektóre przemalowania, ale wprowadzono w jej trakcie mniej udane retusze. 
W 2011 roku przeprowadzono renowacje obrazu.

## Opis obrazu
Scena ukazuje ukrzyżowanego Chrystusa i stojących pod krzyżem Marię i Jana Ewangelistę. Obie postacie ukazane zostały w białych szatach, nawiązujących do barwy tradycyjnych strojów kartuzów. Szarawy odcień bieli nadaje figurom wrażenie rzeźb i charakter semi-grisailles. Wrażenie trójwymiarowości potęguje naturalna wielkość postaci. Jezus został ukazany w sposób odmienny jako żywa, cielesna postać wisząca na krzyżu, ale nie tak jak nakazuje tradycyjna ikonografia chrześcijańska, na tle góry Golgoty z widokiem na Jeruzalem, lecz na tle czerwonej ściany lub kotary baldachimu, przypominając krucyfiks zawieszony w kościele. Czerwony kolor ściany nawiązuje do Pasji. Figury Jana i Marii są obrazem bólu wzajemnie się uzupełniającego: święty zwrócony jest ku górze z dłońmi w geście błagalnym, Maria ku dołowi, w chwili, gdy zakrywa twarz skrawkiem sukni.
W podobnym stylu, zachowując iluzję trójwymiarowej rzeźby, powstało Ukrzyżowanie z Marią i św. Janem pod krzyżem z Filadelfii, przypisywane warsztatowi Weydena.